# 南条吉左衛門
南条 吉左衛門（なんじょう きちざえもん、嘉永6年5月9日（1853年6月15日） - 昭和11年（1936年）5月6日）は、日本の実業家、政治家。衆議院議員。

## 来歴
信濃国小県郡別所村（現長野県上田市）生まれ。幼名は豊太郎。横浜開港に伴う養蚕業の隆盛により、蚕種の国内需要が増大したのを受けて蚕種製造業を始める。明治31年（1898年）から小県蚕種同業組合長を務めた。
明治12年（1879年）村戸長となり、自由民権運動に共鳴して嚶鳴社に参加し、同14年（1881年）大隈重信の知遇を得て、千曲川沿いの一帯に立憲改進党の支部を組織した。[翌年（1882年）長野県会議員となり、同22年（1889年）上田に改進党系の結社「已丑倶楽部」を結成して会長となった。同37年（1904年）第9回衆議院議員総選挙に当選した。日露戦争に関して殊功があり、勲四等旭日小綬章を受けた。
政界引退後、大正6年（1917年）に別所温泉に長野県初となる株式会社のホテル「花屋」を開業し、温泉街の発展に尽力した。